# آندره چوردا
آندره چوردا (به فرانسوی: André Chorda) بازیکن فوتبال و مدافع اهل فرانسه است که از سال ۱۹۶۰ تا ۱۹۶۶ میلادی عضو تیم ملی فوتبال فرانسه بوده‌است. وی در ۲۴ بازی ملی حضور داشته است و در بازی‌های ملی‌اش گلی به ثمر نرساند.